# Pasquale Colpi
Pasquale Colpi (Padova, 30 ottobre 1841 – Padova, maggio 1922) è stato un politico italiano, sindaco di Padova e Deputato del Regno d'Italia.

## Biografia
Nato a Padova è stato sindaco della sua città dal 1889 al 1890. Inoltre è stato deputato del Regno d'Italia per tre legislature.